# Louis Carré
Louis Carré (Luik, 7 januari 1925 – Luik, 10 juni 2002) was een Belgisch voetballer die speelde als voorstopper. Hij voetbalde in Eerste klasse bij Club Luik en speelde 56 wedstrijden voor het Belgisch voetbalelftal.

## Loopbaan
Carré debuteerde in het eerste elftal van Luik, dat in de Eerste klasse speelde, vlak na de Tweede Wereldoorlog in 1945. In de verdediging van de ploeg werd Carré voorstopper en kreeg de bijnaam la panthère noire (de zwarte panter).
Carré speelde 14 seizoenen bij de club en betwistte tot in 1959 427 wedstrijden in de Eerste klasse en scoorde één keer. Met Luik werd Carré landskampioen in 1952 en 1953 en nog eens tweede in 1959 bij zijn afscheid van de club.
In 1948 werd Carré voor de eerste maal geselecteerd voor het Belgisch voetbalelftal. In totaal speelde hij 56 interlands waarvan 50 achtereenvolgende matchen tussen 1949 en 1956. Carré deed mee aan het Wereldkampioenschap voetbal 1954 in Zwitserland waar hij twee wedstrijden speelde. In 1958 speelde hij zijn laatste interland.
Na zijn Luikse periode was Carré nog een seizoen speler-trainer bij Daring Club Leuven, dat in Derde klasse speelde. Tussen 1965 en 1969 was Carré voetbaltrainer bij CS Verviers dat actief was in Tweede klasse. Het eerste seizoen kon de degradatie net vermeden worden en de twee volgende seizoenen eindigde Carré met ploeg telkens in de middenmoot van de rangschikking. In 1969 kon Carré niet verhinderen dat de ploeg degradeerde naar Derde klasse en zijn contract werd niet meer verlengd. Carré werd directeur van het Luikse stedelijke zwembad en was in 1982 nog even trainer van Club Luik.